# The Yellow Passport
The Yellow Passport er en amerikansk stumfilm fra 1916 af Edwin August.

## Medvirkende
- Clara Kimball Young som Sonia Sokoloff.
- Edwin August som Adolph Rosenheimer.
- John St. Polis som Fedia.
- Alec B. Francis som Myron Abram.
- John W. Boyle som Carl Rosenheimer.